# クリティ・サノン
クリティ・サノン（Kriti Sanon、1990年7月27日 - ）は、インドのヒンディー語映画、テルグ語映画で活動する女優。国家映画賞、フィルムフェア賞受賞者。

## 生い立ち
1990年7月27日にニューデリーで暮らすパンジャーブ人家庭に生まれる。父ラーフル・サノンは公認会計士、母ギータ・サノンはデリー大学教授として働いている。クリティ・サノンはデリー公立学校を卒業後にノイダのジャイピー情報技術学院で電子工学の学位を取得している。

## キャリア

### 女優

#### 2014年 - 2020年

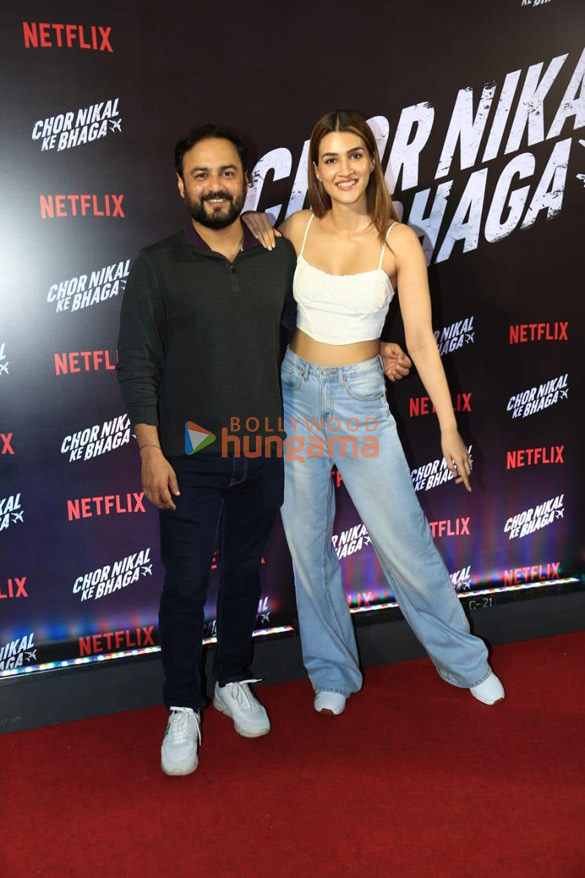
クリティ・サノンとアマル・カウシク（2023年）

2014年にスクマールのテルグ語映画『1: Nenokkadine』で女優デビューし、マヘーシュ・バーブが演じる主人公の想い人役を演じた。同作では海上アクションシーンが撮影されたが、クリティ・サノンは水泳が得意ではなかったため撮影に不安を感じていたと語っている。批評家からは賛否両論を評価を受け、『ザ・タイムズ・オブ・インディア』からは「彼女は愛らしく見え、上手に演じている」、Sify.comからは「華麗に見え、新人として上手く演じていた」とそれぞれ批評されている。『1: Nenokkadine』の第1スケジュールの撮影終了後、クリティ・サノンはタイガー・シュロフ主演のヒンディー語映画『ヒーロー気取り』に出演し、『ボリウッド・ハンガマ』のタラン・アダルシュは「サノンにはスターの素質が備わっている」、ラジーヴ・マサンドは「彼女は愛らしく見え、端役にもかかわらず強い印象を作り出している」、『ザ・タイムズ・オブ・インディア』のスリジャナ・ダースは「安っぽい演技」とそれぞれ批評している。『ヒーロー気取り』は興行的な成功を収め、クリティ・サノンはフィルムフェア賞 新人女優賞と国際インド映画アカデミー賞 新人女優賞を受賞している。2015年にスディール・ヴァルマーの『Dohchay』に出演し、ナーガ・チャイタニヤと共演した。同年にはローヒト・シェッティの『勇者は再び巡り会う』でヴァルン・ダワン、シャー・ルク・カーン、カジョールと共演し、興行収入37億2000万ルピーを記録するヒット作となったものの、アヌパマ・チョープラーからは「サノンとダワンは物語に否定的な若年層を呼び込むための餌として使われている」と酷評されている。
2017年にディネーシュ・ヴィジャンの『Raabta』に出演し、スシャント・シン・ラージプートと共演した。同作についてRediff.comのスカンニャー・ヴァルマーは「呆れるほど馬鹿らしい映画」と酷評したが、サノンについては「彫像のような活気のある存在感」は注目に値すると批評している。同作は興行的には失敗している。続けて出演したアシュヴィニー・アイヤール・ティワーリーの『バレーリーのバルフィ』ではアーユシュマーン・クラーナー、ラージクマール・ラーオと共演し、ニューデリー・テレビジョンのサイバル・チャテルジーは「『バレーリーのバルフィ』を成功させるカギはクリティ・サノンが握っており、彼女はミスを犯さなかった」と批評したが、『インディアン・エクスプレス』のシューブラ・グプタは「サノンの努力にもかかわらず、彼女の演技には自然な振る舞いにが欠けている」と批評している。同作は2億ルピーの製作費に対して5億4800万ルピーの興行収入を記録するヒット作となった。2019年に『Luka Chuppi』でカールティク・アーリヤンと共演し、『フィルムフェア』のデーヴェーシュ・シャルマからはコミカルな演技を絶賛され、興行収入は12億9000万ルピーを記録している。その後は『Arjun Patiala』に出演し、アクシャイ・クマールと共演した『ハウスフル4』は批評家からの評価は芳しくなかったものの、興行収入は28億ルピーを記録するヒット作となった。第三次パーニーパットの戦いを題材にしたアシュトーシュ・ゴーワリケールの『Panipat』ではアルジュン・カプールと共演したが、興行的にはボックスオフィス・ボムとなっている。

#### 2021年 - 現在

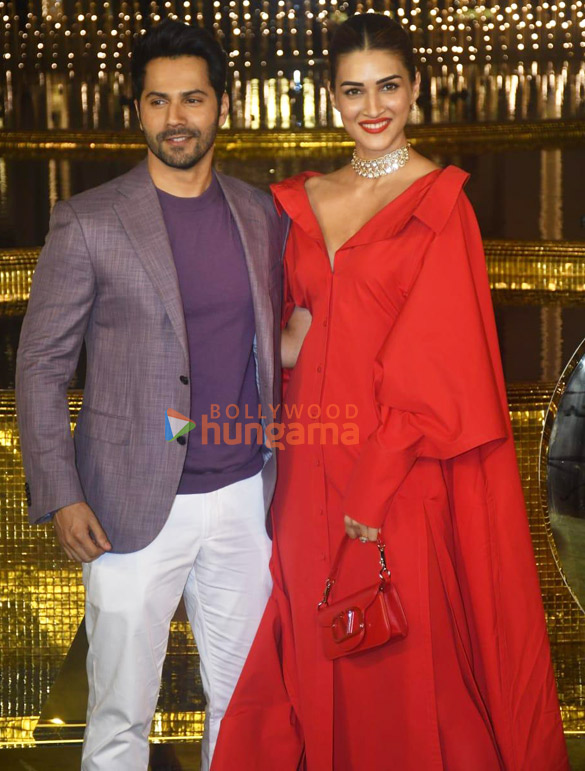
クリティ・サノンとヴァルン・ダワン（2023年）

2021年は『Mimi』に出演し、女優を目指している代理母役を演じた。クリティ・サノンは役作りのために体重を15キログラム増やしている。批評家は映画については否定的な評価を与える一方、彼女の演技については絶賛しており、マッシャブル・インディアは「クリティ・サノンのキャリアの中で最高の演技だった」と批評している。また、WIONのパラビ・デイ・プルカヤシュタは「単なる可愛らしいヒロインではなく、自立した俳優という地位を確立しようとする試みに成功を収めた」と批評している。クリティ・サノンは同作の演技で国家映画賞 主演女優賞、フィルムフェア賞 主演女優賞、国際インド映画アカデミー賞 主演女優賞など多くの映画賞を受賞している。続けて出演した『Hum Do Hamare Do』ではラージクマール・ラーオと共演し、Disney+ Hotstarで配信された。彼女の演技についてサイバル・チャテルジーは「つまらないキャラクターたちの中で最も注目に値する演技だった」と批評している。2022年は『ジガルタンダ』のリメイク作品『Bachchhan Paandey』でアクシャイ・クマールと共演し、クリティ・サノンはオリジナル版で男性だったキャラクターを演じている。『Bachchhan Paandey』は製作費18億ルピーの製作費を回収することができず、興行的に失敗している。続いて出演した『Bhediya』ではヴァルン・ダワンと共演し、同作はアルナーチャル・プラデーシュ州で2か月間かけて撮影された。
2023年は『ヴァイクンタプラムにて』のリメイク作品『Shehzada』でカールティク・アールヤンと共演したが、批評家からは酷評され興行的にも失敗している。また、『インディア・トゥデイ』はクリティ・サノンについて「彼女の出演は完全に無駄になった」と批評している。『ラーマーヤナ』を題材としたオーム・ラウトの『Adipurush』でプラバースと共演し、ジャーナキ役を演じた。彼女は「児童教育のためになる」という理由で出演を決めたと語っている。『Adipurush』は50億ルピーの製作費が投じられたものの、批評家からは酷評されており、デーヴェーシュ・シャルマは彼女について「サノンはジャーナキ役として神々しいほどの美しさを披露したが、悩める乙女という姿を演じる以外に大した出番がない」と批評している。『Adipurush』は内容について様々な論争を巻き起こし、興行的にも失敗している。続いて出演した『Ganapath』ではタイガー・シュロフと共演したが、こちらも批評的・興行的に失敗している。
2024年は『Teri Baaton Mein Aisa Uljha Jiya』でシャーヒド・カプールと共演し、人間型ロボットを演じた。彼女の演技について『ヒンドゥスタン・タイムズ』は「ロボットとしての身のこなしは見事だが、脚本が貧弱なために彼女の持ち味を存分に発揮できていない」と批評している。続いて出演した『Crew』ではタッブー、カリーナ・カプールと共演して客室乗務員役を演じており、役作りのために客室乗務員から業務内容のトレーニングを受けている。WIONはタッブーとカリーナ・カプールと共演する中で存在感を維持したクリティ・サノンの演技を高く評価している。『Teri Baaton Mein Aisa Uljha Jiya』『Crew』は共に興行的な成功を収めている。

### 女優以外の活動
クリティ・サノンはコカ・コーラ、タイタン・ウォッチ、パラシュート、ティソなど複数のブランドのエンドーサーを務めている。また、2016年にアパレル・ブランド「Ms. Taken」を立ち上げ、2022年にはフィットネスブランド「The Tribe」、2023年にはスキンケアブランド「Hyphen」を立ち上げている。2021年にはマニーシュ・マルホートラが手掛けたブライダル・コレクション「Nooraniyat」のモデルを務めている。COVID-19パンデミックの際にはインド政府の救済基金に多額の寄付をしており、カイラシュ・サティーアーティの児童基金集めにも協力している。2017インディアン・プレミアリーグと2023女子プレミアリーグの開幕式にゲストとして出席している。

## フィルモグラフィー

### 映画

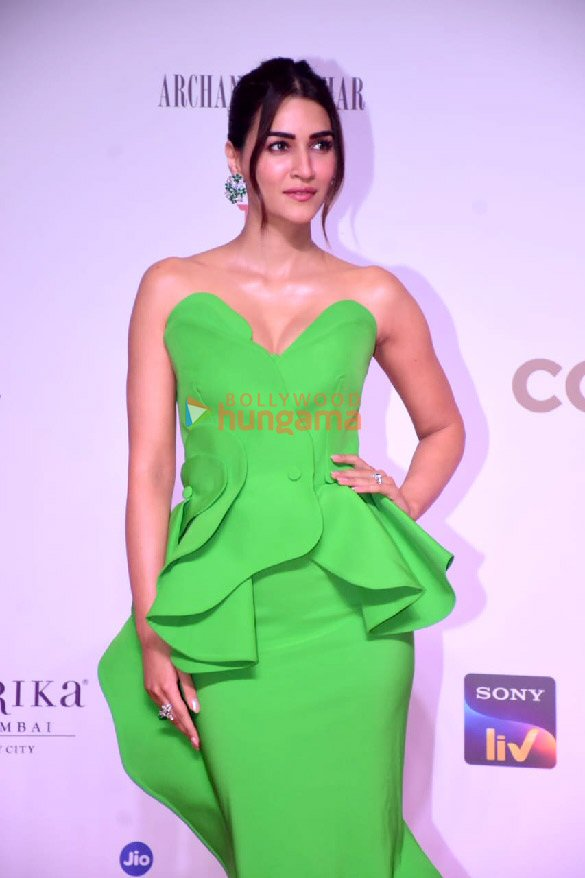
クリティ・サノン（2024年）

- 1: Nenokkadine（2014年）
- ヒーロー気取り（英語版）（2014年）
- Dohchay（2015年）
- 勇者は再び巡り会う（英語版）（2015年）
- Raabta（2017年）
- バレーリーのバルフィ（英語版）（2017年）
- ストゥリー 女に呪われた町（2018年）
- Luka Chuppi（2019年）
- Kalank（2019年）
- Arjun Patiala（2019年）
- ハウスフル4（英語版）（2019年）
- Panipat（2019年）
- Pati Patni Aur Woh（2019年）
- Mimi（2021年）
- Hum Do Hamare Do（2021年）
- Bachchhan Paandey（2022年）
- Heropanti 2（2022年）
- Bhediya（2022年）
- Shehzada（2023年）
- Adipurush（2023年）
- Ganapath（2023年）
- Teri Baaton Mein Aisa Uljha Jiya（2024年）
- Crew（2024年）

### ミュージックビデオ
- Chal Wahan Jaate Hain（2015年）
- Paas Aao（2017年）
- Kudi Nu Nachne De（2020年）
- Muskurayega India（2020年）

## 評価

### 人物評
『ヴォーグ・インディア』のチャンドニー・セーガルは、クリティ・サノンについて「キャリアの初期のころよりも内省的で集中力があり、不安な部分がなくなっている」と批評しており、『ヒンドゥスタン・タイムズ』は「彼女は自信に満ちあふれたパフォーマーであり、グラマラスな女性から田舎の町娘まで簡単に演じ分けることができる」と批評している。2021年にはRediff.comのスカンニャー・ヴェルマが「ボリウッド最高の女優」特集でクリティ・サノンを取り上げており、『ハーパーズ バザー』のメグナー・シャルマは「現在のインドでトップ女優に挙げられるクリティの静かなる意志が、彼女のスターダムの道を確実なものにしたのだろう」と批評している。2019年には『フォーブス・インディア』の「セレブリティ100」で第38位（推定年収8090万ルピー＝約100万ドル）にランクインし、2022年には『GQ』の「最も影響力のある若年インド人ベスト30」に選出されている。このほか、『ザ・タイムズ・オブ・インディア』の「最も魅力的な女性ベスト50」に何度もランクインしている（2017年に第14位、2018年に第13位、2019年に第15位、2020年に第19位）。ヒンディー語映画界の賃金格差や「家父長制的な思考」について度々問題提起している。

### 受賞歴

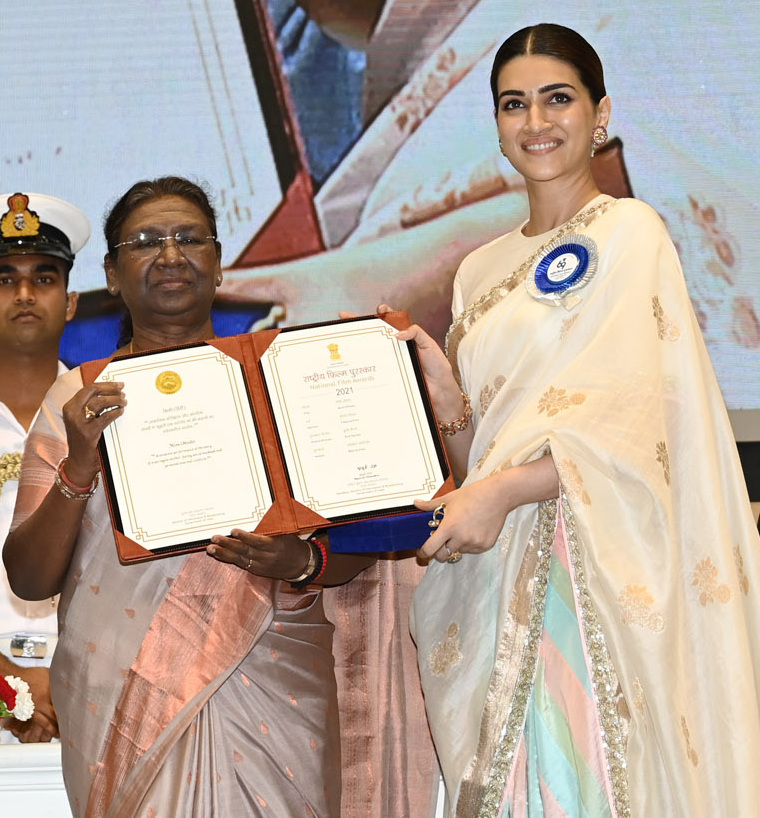
国家映画賞主演女優賞を受け取るクリティ・サノン（2023年）

| 年                                             | 部門                       | 作品名                               | 結果       | 出典            |
| 国家映画賞                                     | 国家映画賞                 | 国家映画賞                           | 国家映画賞 | 国家映画賞      |
| ---------------------------------------------- | -------------------------- | ------------------------------------ | ---------- | --------------- |
| 2023年                                         | 主演女優賞                 | 『Mimi』                             | 受賞       | [ 99 ]          |
| フィルムフェア賞                               |                            |                                      |            |                 |
| 2015年                                         | 新人女優賞                 | 『ヒーロー気取り』                   | 受賞       | [ 22 ]          |
| 2022年                                         | 主演女優賞                 | 『Mimi』                             | 受賞       | [ 100 ]         |
| 国際インド映画アカデミー賞                     |                            |                                      |            |                 |
| 2015年                                         | 新人女優賞                 | 『ヒーロー気取り』                   | 受賞       | [ 101 ]         |
| 2018年                                         | スタイル・アイコン賞       | N/A                                  | 受賞       | [ 102 ]         |
| 2022年                                         | 主演女優賞                 | 『Mimi』                             | 受賞       | [ 103 ]         |
| 南インド国際映画賞                             |                            |                                      |            |                 |
| 2015年                                         | テルグ語映画部門新人女優賞 | 『1: Nenokkadine』                   | ノミネート | [ 104 ]         |
| ジー・シネ・アワード                           |                            |                                      |            |                 |
| 2017年                                         | 主演女優賞                 | 『バレーリーのバルフィ』             | ノミネート | [ 105 ]         |
| 2020年                                         | 主演女優賞                 | 『Luka Chuppi』                      | ノミネート | [ 106 ]         |
| 2023年                                         | 主演女優賞                 | 『Bhediya』                          | ノミネート | [ 107 ]         |
| 2025年                                         | 審査員選出主演女優賞       | 『Teri Baaton Mein Aisa Uljha Jiya』 | 受賞       | [ 108 ]         |
| スター・スクリーン・アワード                   |                            |                                      |            |                 |
| 2015年                                         | 新人女優賞                 | 『ヒーロー気取り』                   | ノミネート | [ 109 ]         |
| 2018年                                         | 主演女優賞                 | 『バレーリーのバルフィ』             | ノミネート | [ 110 ] [ 111 ] |
| 2018年                                         | 隠し切れない才能賞         | N/A                                  | 受賞       | [ 110 ] [ 111 ] |
| 2019年                                         | バート・ナーイ賞           | 『Luka Chuppi』                      | 受賞       | [ 112 ]         |
| スターダスト・アワード                         |                            |                                      |            |                 |
| 2015年                                         | 新人女優賞                 | 『ヒーロー気取り』                   | ノミネート | [ 113 ]         |
| 製作者組合映画賞                               |                            |                                      |            |                 |
| 2015年                                         | 新人女優賞                 | 『ヒーロー気取り』                   | 受賞       | [ 114 ]         |
| ビッグ・スター・エンターテインメント・アワード |                            |                                      |            |                 |
| 2015年                                         | 新人女優賞                 | 『ヒーロー気取り』                   | 受賞       | [ 115 ]         |
| アイコニック・ゴールド・アワード               |                            |                                      |            |                 |
| 2022年                                         | 主演女優賞                 | 『Mimi』                             | 受賞       | [ 116 ]         |
| インド・テレビジョン・アカデミー賞             |                            |                                      |            |                 |
| 2022年                                         | オリジナル映画主演女優賞   | 『Mimi』                             | ノミネート | [ 117 ]         |